# صورت‌زخمی (رمان)
صورت‌زخمی (به انگلیسی: Scarface) رُمانی به قلم آرمیتاژ تریل است که در سال ۱۹۲۹ میلادی نگاشته و یک سال بعد منتشر شد. تریل در این کتاب داستان ظهور و سقوط یک گانگستر آمریکایی ایتالیایی‌تبار به‌نام تونی کامونتی ملقب به صورت‌زخمی را در دوران ممنوعیت الکل در ایالات متحده آمریکا روایت می‌کند. شخصیت کامونته با الهام از آل کاپون ساخته و پرداخته شده که به‌خاطر زخم دشنه‌ای که بر گونه داشت به صورت‌زخمی مشهور بود.

## اقتباس‌ها

### فیلم ۱۹۳۲
صورت‌زخمی که با نام‌های صورت‌زخمی: شرم یک ملت و شرم یک ملت هم شناخته می‌شود، فیلمی پیشاکُد در ژانر گنگستری است که در آن پل مونی در نقش صورت‌زخمی ظاهر شده‌است. کارگردان این فیلم هاوارد هاکس است که به‌همراه هوارد هیوز تهیه‌کنندگی آن را هم بر عهده داشته‌است. فیلم‌نامهٔ این اثر بر اساس رمان تریل نگاشته شده که برداشتی آزاد از ظهور و افول آل کاپون است. در این فیلم آن دواراک در نقش خواهر کامونتی ظاهر شده و کارن مورلی، آزگود پرکینز و بوریس کارلوف دیگر هنرپیشه‌های آن هستند.

### فیلم ۱۹۸۳
صورت‌زخمی سال ۱۹۸۳ فیلمی جنایی به کارگردانی برایان دی پالما با فیلم‌نامه‌ای از الیور استون است. این فیلم داستان مهاجری کوبایی به‌نام تونی مونتانا (با بازی آل پاچینو) را روایت می‌کند که در دههٔ ۸۰ میلادی به میامی می‌رسد و از هیچ به یک سلطان پرنفوذ مواد مخدر تبدیل می‌شود. صورت‌زخمی سال ۱۹۸۳ بیش از آن‌که اقتباسی از رُمان تریل باشد، بازآفرینی فیلم ۱۹۳۲ است. مری الیزابت ماسترانتونیو، استیون باوئر و میشل فایفر دیگر هنرپیشه‌های آن هستند.